# آناناسیان
آناناسیان (نام علمی: Bromeliaceae) تیره‌ای از گندم‌سانان به صورت علفیِ چندساله و به ندرت درختچه‌ای و دارای برگک‌های رنگی است.

## نگارخانه

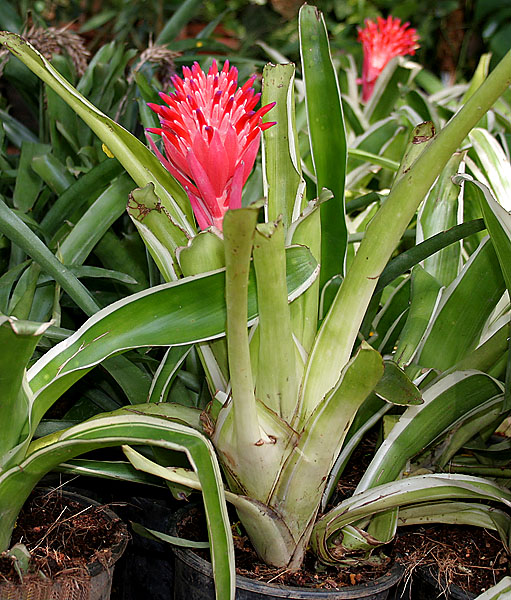
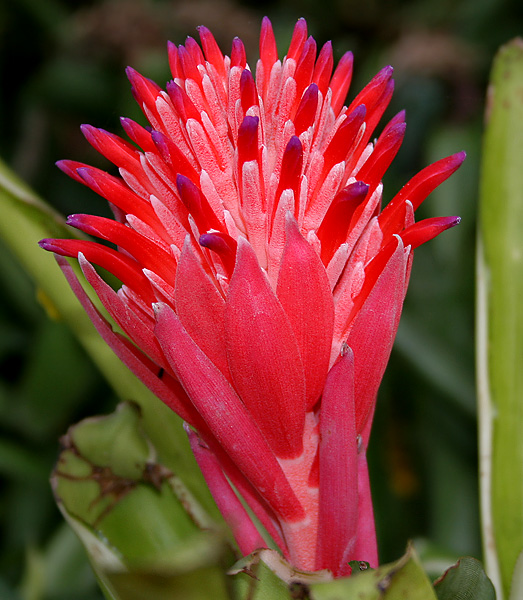
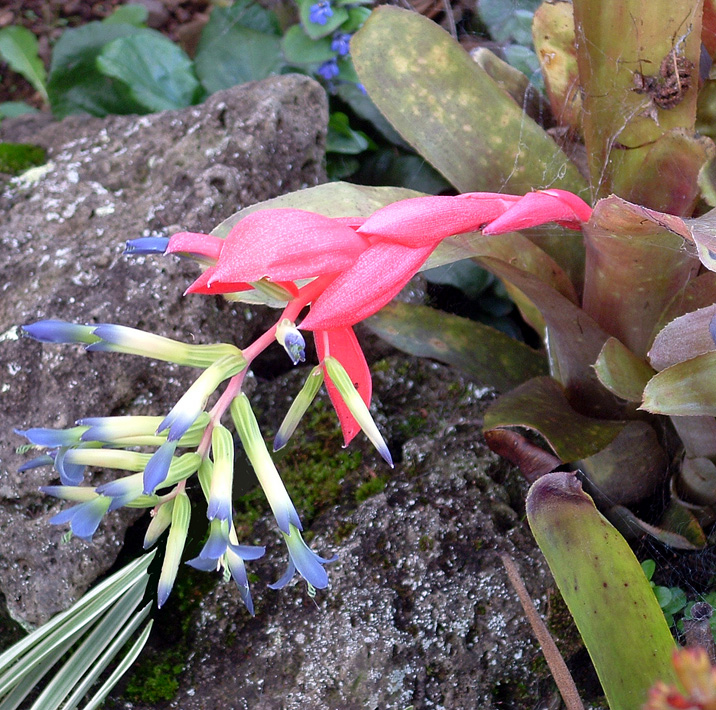
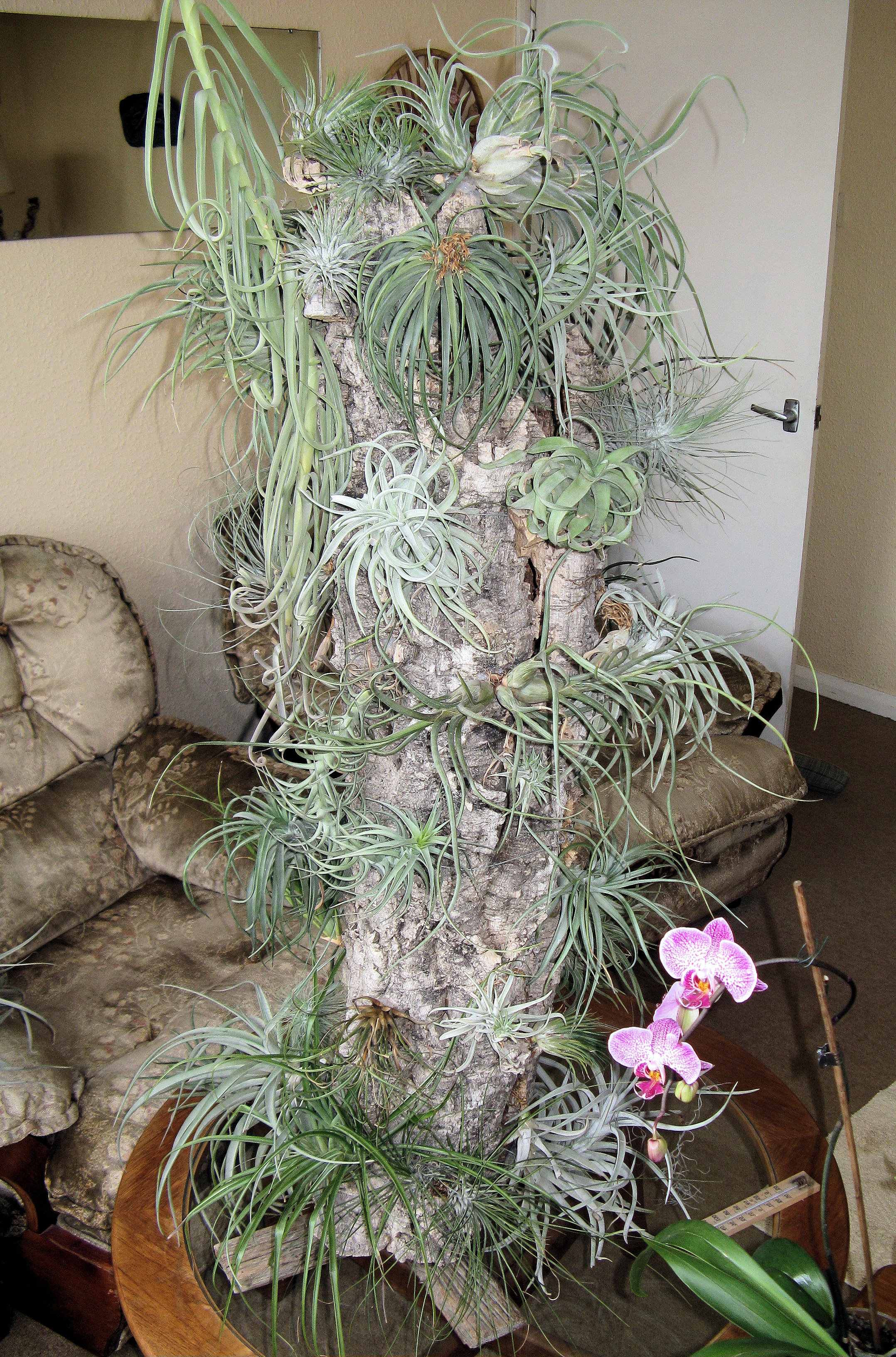